# Mezzocorona (stacja kolejowa)
Mezzocorona (wł. Stazione di Mezzocorona) – stacja kolejowa w Mezzocorona, w prowincji Trydent, w regionie Trydent-Górna Adyga, we Włoszech. Znajduje się na linii Werona – Innsbruck. W bezpośrednim sąsiedztwie znajduje się dworzec kolejowy Mezzocorona Ferrovia, na linii Trento-Malè-Marilleva.
Według klasyfikacji RFI ma kategorię srebrną.